# Kent Hance
Kent Hance (Dimmitt, 14 novembre 1942) è un politico e avvocato statunitense.
Tra il 1979 e il 1985 ha rappresentato lo stato del Texas alla Camera dei rappresentanti degli Stati Uniti.

## Biografia[1]
Kent Hance ha frequentato le scuole pubbliche nel suo paese d'origine e poi ha studiato alla Texas Tech University fino al 1965. Dopo una successiva laurea in giurisprudenza presso l'Università del Texas e la sua ammissione al bar nel 1968, ha iniziato a lavorare in questa professione. Allo stesso tempo ha intrapreso una carriera politica come membro del Partito Democratico. Tra il 1974 e il 1978 è stato membro del Senato del Texas. Nelle elezioni del Congresso del 1978, è stato eletto alla Camera dei rappresentanti degli Stati Uniti a Washington DC nel 19° collegio elettorale del suo stato, dove ha prevalso contro il futuro presidente degli Stati Uniti George W. Bush. Il 3 gennaio 1979, Hance successe a George H. Mahon. Dopo due rielezioni, è stato in grado di completare tre mandati legislativi al Congresso entro il 3 gennaio 1985. Alla Camera è considerato molto conservatore.
Nel 1984 ha rinunciato a un'altra candidatura. Ha cercato invece invano la nomina del suo partito per le elezioni del Senato degli Stati Uniti. Nel 1985 Kent Hance ha cambiato la sua affiliazione al partito ed è diventato un membro dei repubblicani. Tra il 1987 e il 1990 è stato membro della Railroad Commission of Texas. Dal 2006 al 2014 è stato Cancelliere del Texas Tech University Sistem.

## R. Hance Chapel Kent
Il 1º maggio 2011, la Texas Tech University ha annunciato che Kent Hance aveva donato 1,75 dei 3 milioni di dollari in finanziamenti privati per la cappella del campus, da allora chiamata R. Hance Chapel Kent.

## Nella cultura popolare
Nel film W. (2008) di Oliver Stone, il suo ruolo è interpretato da Paul Rae.